# Model deterministyczny
Model deterministyczny to model matematyczny, który danemu na wejściu zdarzeniu jednoznacznie przypisuje konkretny stan. Opis modelu nie zawiera żadnego elementu losowości. Oznacza to, że ewolucja układu w modelu deterministycznym jest z góry przesądzona i zależy wyłącznie od parametrów początkowych lub ich wartości poprzednich.
Model deterministyczny jest użytecznym i najczęściej stosowanym modelem w opisie wielu zjawisk fizycznych, biologicznych, socjologicznych czy ekonomicznych. Stanowi też ważne narzędzie w procesie optymalizacji, znajdując zastosowanie m.in. w ekonomii matematycznej i analizach w zarządzaniu. Często ma on formę układu równań różniczkowych bądź różnicowych.
Przykładem modelu deterministycznego może być wyznaczenie siły na podstawie znanej masy i przyśpieszenia, wyznaczenie opadu na podstawie znajomości temperatury i wilgotności lub określenie liczby ludności na podstawie znajomości liczby domów i mieszkańców w domach, itd.
W szczególnych przypadkach małe odchylenia wartości wejściowych mogą prowadzić do dużych zmian w wynikach końcowych. Mówimy wtedy o modelu chaosu deterministycznego (porównaj efekt motyla). Przykładem modelu chaosu deterministycznego jest np. prognoza pogody (deterministyczne metody wiązek).
Modele deterministyczne mające zmienną czasową nazywa się modelami prognostycznymi. Jeżeli zjawisko jest opisane na podstawie zmiennych otrzymanych w wyniku modelu prognostycznego to jest to tzw. zmienna diagnostyczna. Opis deterministyczny można przeciwstawić modelowi probabilistycznemu, takiemu jak proces stochastyczny, w którym wyniki początkowe opisują wyniki końcowe z pewnym prawdopodobieństwem.